# Barletta (Wein)
Barletta sind Weine aus der süditalienischen Provinz Bari in der Region Apulien. Die Weine haben seit 1977 eine „kontrollierte Herkunftsbezeichnung“ (Denominazione di origine controllata – DOC), die zuletzt am 7. März 2014 aktualisiert wurde.

## Anbaugebiet
Der Anbau ist innerhalb der Provinz Bari gestattet in den Gemeinden Barletta und in Teilen der Gemeinden Andria und Trani und in allen Gemeindegebieten von San Ferdinando di Puglia und in der Provinz Barletta-Andria-Trani in Trinitapoli.

## Erzeugung
Unter der Bezeichnung Barletta DOC werden unterschiedliche Weine erzeugt und verkauft:
- Barletta rosso – muss zu mindestens 70 % aus der Rebsorte Uva di Troia erzeugt werden. Höchstens 30 % andere rote Rebsorten, die in der Region Apulien zugelassen sind, dürfen zugesetzt werden. Es dürfen aber nicht mehr als 10 % der Rebsorte Malbec enthalten sein.
- Barletta rosato – muss zu mindestens 70 % aus der Rebsorte Uva di Troia erzeugt werden. Höchstens 30 % andere rote Rebsorten, die in der Region Apulien zugelassen sind, dürfen zugesetzt werden.
- Barletta Bianco – muss zu mindestens 60 % aus der Rebsorte Malvasia bianca erzeugt werden. Höchstens 40 % andere weiße Rebsorten, die in der Region Apulien zugelassen sind, dürfen zugesetzt werden.
- Barletta Malvasia bianca – muss zu mindestens 90 % aus der Rebsorte Malvasia bianca erzeugt werden. Höchstens 10 % andere weiße Rebsorten, die in der Region Apulien zugelassen sind, dürfen zugesetzt werden.
- Barletta Uva di Troia – muss zu mindestens 90 % aus der Rebsorte Uva di Troia erzeugt werden. Höchstens 10 % andere rote Rebsorten, die in der Region Apulien zugelassen sind, dürfen zugesetzt werden.